# Alpen-Widertonmoos

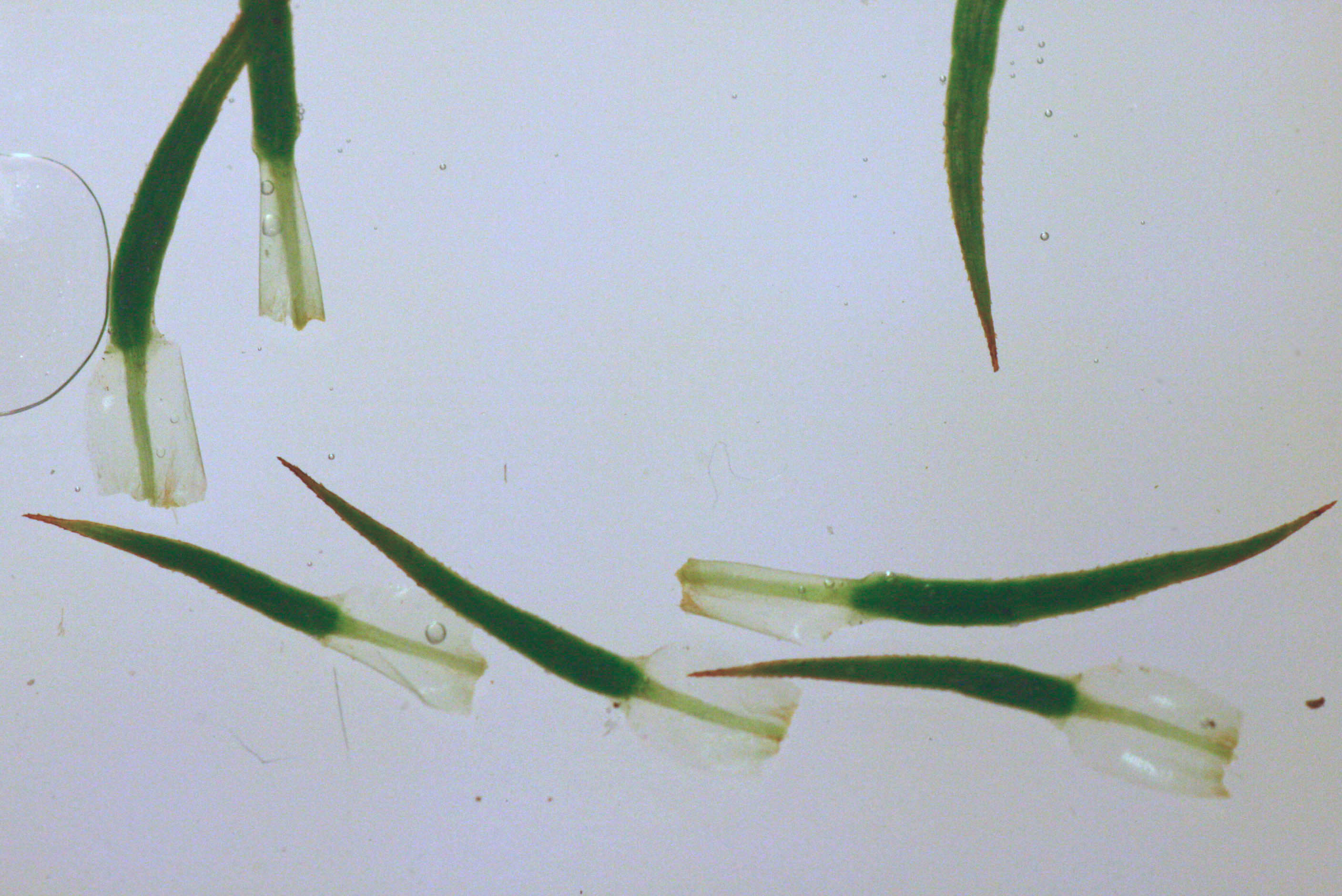
Blätter

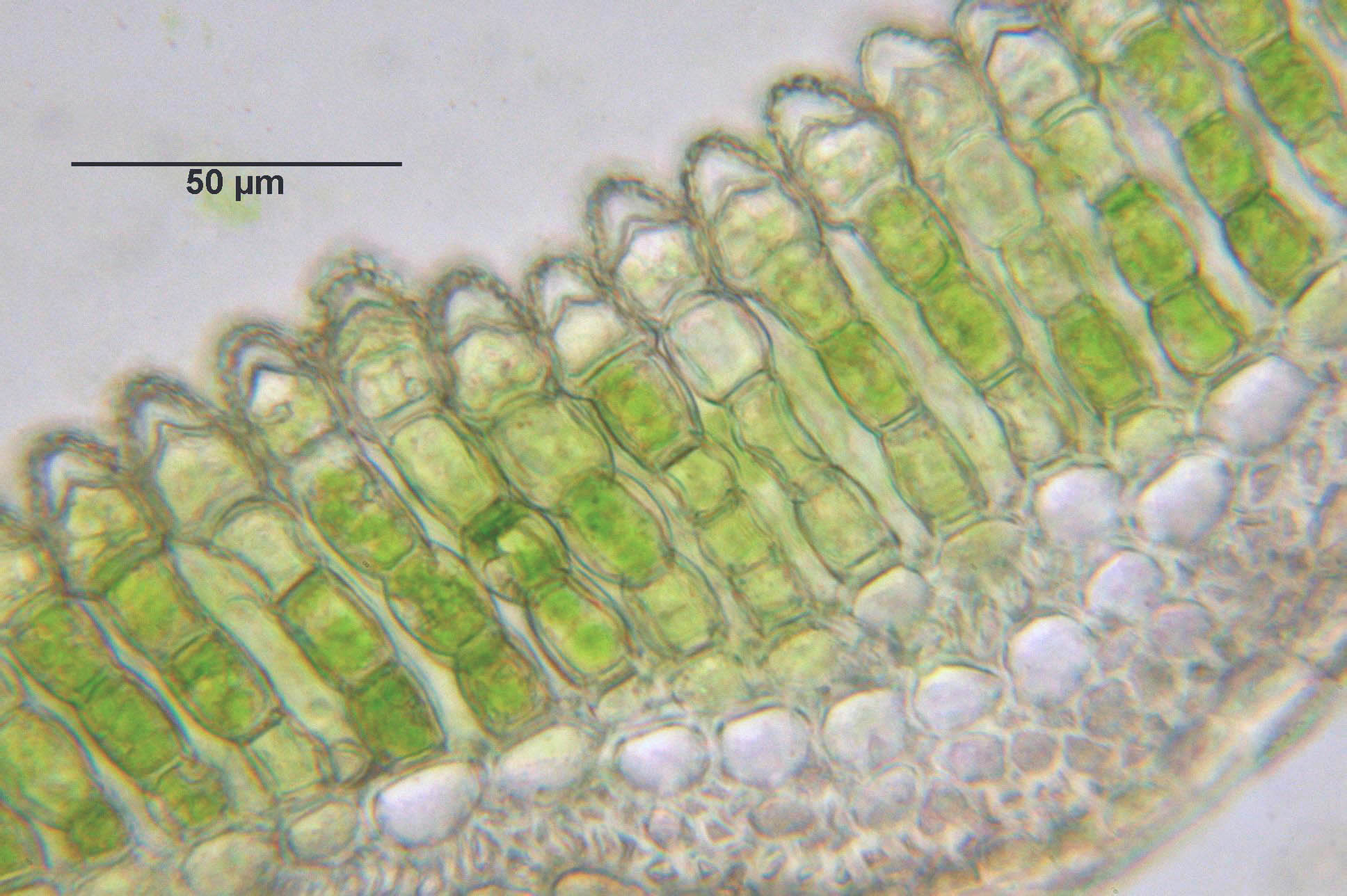
Lamellen-Querschnitt mit papillösen Endzellen

Das Alpen-Widertonmoos (Polytrichastrum alpinum) ist eine Laubmoos-Art aus der Familie Polytrichaceae. Synonyme sind Pogonatum alpinum (Hedw.) Röhl. oder Polytrichastrum alpinum (Hedw.) G. L. Smith.

## Merkmale
Diese Moosart bildet lockere, bläulichgrüne oder schmutziggrüne bis bräunliche Rasen, die bis 15 oder sogar 20 Zentimeter hoch werden. Die aufsteigenden bis aufrechten Stämmchen sind oben oft büschelig in gleich hohe Äste verzweigt. Im unteren Teil der Stämmchen sind die Blätter klein und schuppenförmig. Die Blätter im oberen Stämmchenabschnitt sind größer, 7 bis 10 Millimeter lang. Die breit-ovale, gelblich bis bräunlichen Scheide am  Blattgrund geht plötzlich in den lineal-lanzettlichen und pfriemenförmig zugespitzten Spreitenteil über. Die Blattscheide nimmt etwa ein Viertel bis weniger als ein Drittel der gesamten Blattlänge ein. Die Blattränder des Spreitenteiles sind mit mehrzelligen Sägezähnen scharf gezähnt und aufgerichtet, der Spreitenteil dadurch rinnig-hohl. Feucht sind die Blätter abstehend bis zurückgebogen, trocken anliegend. Die Blattrippe ist im oberen Teil am Rücken gesägt und tritt als kurzer Stachel aus der Blattspitze aus.
Der Spreitenteil der Blätter ist mit zahlreichen Lamellen (bis 40) besetzt, diese sind in der Blattmitte 5 bis 9 Zellen hoch. Im Lamellen-Querschnitt ist die Endzelle größer, eiförmig und papillös. Die Blattzellen sind im oberen Blattteil quadratisch bis querrechteckig, im Scheidenteil hyalin und länglich-rechteckig.
Das Moos ist diözisch und fruchtet ziemlich häufig. Sporenreife ist im Sommer. Die Kapsel auf der 3 bis 5 Zentimeter langen, unten roten und darüber gelblichen Seta ist etwas gekrümmt und geneigt, elliptisch-zylindrisch, glatt und rund, olivfarben und später dunkelbraun bis schwärzlich. Sie hat einen mehr oder weniger deutlich abgesetzten Hals mit zahlreichen großen, einzelligen Spaltöffnungen. Der Kapseldeckel ist kurz-kegelig und schief geschnäbelt, die filzige Kalyptra glockenförmig, hellbraun und kürzer als die Kapsel. Sporen sind fein papillös und 14 bis 20 µm groß.

## Verwechslungsmöglichkeiten
Das Alpen-Widertonmoos ist eine formenreiche Art. Von anderen Polytrichastrum-Arten ist es durch die runden Kapseln und die papillösen Lamellenendzellen zu unterscheiden. Weiters kann es mit Pogonatum urnigerum verwechselt werden, das ebenfalls runde Kapseln und papillöse Lamellenendzellen hat. Im Gegensatz zu diesem haben die Sporenkapseln des Alpen-Widertonmooses am Grunde große einzellige Spaltöffnungen, die Kapsel-Außenwand weist glatte Zellen auf (bei Pogonatum urnigerum mamillös), die Blattscheide ist länger (bei Pogonatum urnigerum nur bis 22 Prozent der Blattlänge) und die Blattspreite ist schmäler und pfriemenförmig (bei Pogonatum urnigerum lanzettlich).

## Ökologie und Verbreitung
Das Moos wächst an schattigen bis lichtreichen, frischen bis feuchten, nährstoffarmen, kalk- und basenarmen Standorten in Berg-Nadelwäldern, auf Felsvorsprüngen und in Felsklüften, auf Gestein, auf steinigen, kiesigen Böden, in Blockhalden und in Schneetälchen oberhalb der Waldgrenze. In Mitteleuropa ist es besonders in den montanen bis alpinen Lagen der Silikatgebirge in den Alpen häufig. 
Die weltweite Verbreitung ist bipolar arktisch-alpin. In Europa ist es in den arktischen und borealen Regionen weit verbreitet, südlich davon auf montane bis alpine Bereiche beschränkt. Außerhalb von Europa kommt es in weiten Teilen von Asien, Afrika und Amerika vor sowie in Australien, Neuseeland, auf Inseln des Südlichen Ozeans und in der Antarktis.